# Гилязова, Наиля Файзрахмановна
Наиля Файзрахмановна Гилязова (род. 2 января 1953, Казань, Татарская АССР, РСФСР, СССР) — советская фехтовальщица на рапирах, заслуженный мастер спорта СССР (1976).

## Достижения
Олимпийская чемпионка 1976 года в составе команды СССР по фехтованию на рапирах, серебряный призёр Олимпийских игр 1980 года в этой же дисциплине, чемпионка мира 1974, 1975, 1977—1979 годов в командном первенстве, чемпионка мира в личном первенстве 1982 года, бронзовый призёр чемпионата мира 1974 года в личном первенстве. Входила в сборную СССР, выигрывавшую кубок Европы в 1975—1977 годах. В сборной команды страны с 1974 по 1985 год. 12-кратная чемпионка СССР. Выступала за «Динамо» (Казань).
Награждена орденом Трудового Красного Знамени и медалью «За трудовую доблесть».
Включена в энциклопедическое издание "Гордость города Казани" (2005 г.)